# Gobernanta
Una gobernanta o ama de llaves es la persona responsable del «servicio de pisos» tanto en un hotel, como en apartamentos, residencias, hospitales, e instituciones. En un establecimiento hotelero depende del director, aunque suele recibir su plan de trabajo directamente del departamento de recepción o «regiduría de pisos» y atender las solicitudes que desde ahí se emiten. 
De una «gobernanta general» o «gobernanta de primera» dependen tres áreas diferentes:
- Servicio de pisos. Puede haber subgobernanta de planta o piso, también llamada «supervisora de pisos», que coordina los trabajos de camareras de piso, limpiadoras y mozos de habitaciones.
- Servicio de áreas públicas y zonas nobles. Puede haber una subgobernanta de áreas públicas, que coordina los trabajos de limpiadoras y mozos de limpieza.
- Servicio de lencería y lavandería. Puede haber una encargada de lencería que coordina los trabajos de lavanderas, plegadoras, lenceras, costureras y planchadoras.

En España, está definida por el Reglamento Nacional de Hostelería; en los establecimientos de cuatro o más estrellas, debe conocer alguna lengua extranjera.

## Funciones
Su labor principal consiste en gestionar el mantenimiento de las habitaciones para que se encuentren perfectamente limpias, ordenadas, con tapicerías y cortinas en buen estado, con alfombras y muebles impecables, de forma que el cliente al ocupar por primera vez la habitación, sienta que la «estrena» en ese momento.
La gobernanta recibe del departamento de Recepción el Estado de ocupación de las habitaciones —entradas, salidas, cambio de habitación, bloqueos...— información necesaria para organizar a las camareras y limpiadoras. Supervisa las habitaciones para comprobar que la limpieza esté correctamente hecha, tanto en las habitaciones ocupadas como en las libres.
Gestiona la lavandería y el inventario de la ropa. Colabora en la compra y reposición de la lencería del hotel. Cuida del buen uso de lavadoras y máquinas de planchar industriales.
Por último, se encarga de la ejecución de los partes de averías y limpieza procedentes del departamento de recepción y comprueba su correcta reparación o estado una vez finalizados. También suele controlar el material de limpieza que se utiliza.
Suelen trabajar uniformadas y en zonas turísticas es común que hablen algún idioma aparte de la lengua local. La gobernanta tiene en su poder la llave maestra de las habitaciones del establecimiento.